# Rachel Sermanni
Rachel Sermanni (Carrbridge, 7 de noviembre de 1991) es una cantante escocesa de folk. Ha estado de gira con muchos artistas reconocidos de folk e indie del Reino Unido. Su primer álbum salió en septiembre de 2012.

## Biografía
El abuelo Sermanni migró a Escocia del pueblo italiano de Barga, en Toscana, siendo aún joven. Su familia se asentó en Carrbridge, donde Rachel creció. Su padre es entrenador de perros de policía y su madre trabaja en el Servicio Nacional de Salud, ayudando a niños con problemas mentales. Rachel comenzó a cantar y a interpretar música a muy temprana edad, junto a sus hermanos menores, una actividad que ella consideraba normal. Su padre le enseñó a tocar el silbato, lo que la condujo hasta la guitarra.
Rachel fue influenciada por músicos como Eva Cassidy, Van Morrison y Bob Dylan. Igualmente, desarrolló sus capacidades como intérprete al escuchar música tradicional escocesa en la escuela. Escribió una de sus primeras canciones a los 16 años, la cual figura en su primer disco, a pesar de haber sido escrita cuatro años antes del lanzamiento de este. Tiempo después, comenzó a hacer presentaciones nocturnas an algunos bares de Glasgow.
En septiembre de 2009, acudió a un concierto de Mumford and Sons, a cuyos integrantes conoció luego de la presentación y les pidió que hicieran una sesión jam juntos, la cual se hizo realidad; dos años después, los apoyó en uno de sus conciertos en Londres. Sermanni también se fue de gira con Fink, se presentó en el festival  Celtic Connections en Glasgow y apoyó a Elvis Costello y Rumer en sus presentaciones. Entre 2011 y 2012 se presentó en aproximadamente 150 conciertos.
Con Rough Trade Records lanzó un EP llamado Black Currents en febrero de 2012 y en agosto del mismo año apareció en el Introducing Stage de la BBC. En octubre salió de gira por Irlanda y en diciembre se presentó en vivo en el programa anual de la BBC Hogmanay Live programme, compartiendo el escenario con  Frightened Rabbit, Phil Cunningham y Aly Bain. El periódico de Glasgow The Herald la eligió en su lista de "Estrellas del 2012". Su primer álbum, Under Mountains, fue lanzado por Middle of Nowhere Records y Rough Trade Records en septiembre de 2012.
La pareja de Sermanni es el músico escocés Adam Holmes. Ambos tienen una hija, Rosa Sermanni-Holmes, nacida el 5 de marzo de 2018.

## Discografía
| Año  | Álbum            |
| ---- | ---------------- |
| 2012 | Under Mountains  |
| 2015 | Tied to the moon |
| 2019 | So it turns      |

| Título                | Detalles                             |
| --------------------- | ------------------------------------ |
| The Bothy Sessions    | - Formato: CD                        |
| Black Currents        | - Formato: CD                        |
| Eggshells             | - Formato: CD / Vinilo de 7 pulgadas |
| Waltz                 | - Formatp: Promocional               |
| The Boatshed Sessions | - Formato: CD                        |
| Everything Changes    | - Formato: CD                        |
| Gently                | - Formato: CD                        |